# Lasioglossum angusticeps
Lasioglossum angusticeps là một loài Hymenoptera trong họ Halictidae. Loài này được Perkins mô tả khoa học năm 1895.